# Diplocolenus hardei
Diplocolenus hardei är en insektsart som beskrevs av Dlabola 1980. Diplocolenus hardei ingår i släktet Diplocolenus och familjen dvärgstritar. Inga underarter finns listade i Catalogue of Life.